# Havlíkovo pravidlo
Havlíkovo pravidlo (anglicky Havlík's law) je slovanské rytmické pravidlo popisující transformaci/zánik redukovaných samohlásek nazývaných jery, ke které došlo v praslovanštině. Pravidlo je pojmenované po českém vědci Antonínu Havlíkovi (1855–1925), který jej formuloval v roce 1889. 

## Znění
Havlíkovo pravidlo popisuje transformaci jerů v praslovanštině:
- liché jery (počítáno od konce slova) zanikají,
- sudé jery se vokalizují, tj. jsou nahrazeny jinou samohláskou; v češtině hláskou e.[1]

Například: pьsъ > pes
Pravidlo popisuje zánik jerů obecně, vlastní proces proběhl v různých slovanských jazycích odlišně. Popisované změny se uplatňovaly již na konci praslovanského období, čímž ukončily období „zákona otevřených slabik“, který byl hlavní fonologickou inovací tohoto období.
Havlíkovo pravidlo stanovuje, jak se rozlišují slabé a silné jery a popisuje, jakým způsobem jsou transformovány. Při postupu od konce slova se střídají slabé a silné jery; poslední jer ve slově slabý, předchozí jer je silný, atd., dokud se nenarazí na plnou samohlásku, od níž se slabé a silné jery opět střídají.

## Silné a slabé jery
Jery vznikly z krátkých vysokých samohlásek, které se vyskytovaly v rané praslovanštině a rané prabaltoslovanšině. 
Měkký jer ь vznikl z */i/, tvrdý jer ъ z */u/. 
Jako všechny samohlásky byly i jery ovlivněny pravidlem otevřených slabik, které říká, že každá slabika musí končit samohláskou. Jeho důsledkem bylo, že staroslověnština vůbec neměla uzavřené slabiky.
Hojně se vyskytující koncové jery, včetně jerů ve skloňovacích vzorech, byly redukovány na velmi krátké neboli „slabé“ varianty (/ĭ/ a /ŭ/). Tyto slabé jery pak často podléhaly elizi (vypuštění). Ve slovech s více jery se slabé varianty vyskytovaly i jinde než na konci slova.